# حميدة نعنع
حميدة نعنع (ولدت عام 1946) هي كاتبة وصحفية سورية مقيمة في باريس. ().
ولدت في إدلب ودرست اللغة العربية في جامعة دمشق. وقد وظّفتها وزارة الإعلام السورية كصحفية. ثم انتقلت إلى باريس حيث عملت في اليونسكو وكانت مراسلة لصحيفة السفير اللبنانية.
حميدة نعنع عضو سابق في الجبهة الشعبية لتحرير فلسطين. بعد اْن نُفيت من سوريا إلى الجزائر في السبعينيات، عيّنت مديرة مكتب جريدة السفير في شمال إفريقيا وأوروبا، اشتغلت فيه مديرة لمجلة «آفريك آزي». كانت صديقة الرئيس الفرنسي الراحل فرانسوا ميتران، وكانت قريبة من ياسر عرفات أيضاً. عاصرت العديد من السياسيين والأدباء.

## أعمالها
عام 1970، نشرت كتاب «أناشيد امرأة لا تعرف الفرح»، وهو مجموعة من القصائد. كما نشرت رواية «الوطن في العينين» عام 1979، أتبعتها برواية «من يجرؤ على الشوق» عام 1989.
نشرت مجموعة من المقابلات بعنوان "حوارات مع مفكري الغرب" عام 1989، وعملين سياسيين غير خياليين عنوانهما "الصبح الدامي في عدن" (1988) و"تونس: العقل في زمن العاصفة". في عام 2000 زارت بغداد والتقت عدي النجل الأكبر للرئيس السابق صدام حسين، وكانت داعمة لحكومة العراق السابقة اعلاميا، ونشرت مجلة في باريس تسمى (الوفاق العربي) تدعم حكومة العراق انذك. وكيبونات النفط التي كان يمنحها النظام السابق للعرب في الخارج للدفاع عنه، والكيبون هو دعم عبارة عن تسعة ملايين برميل. ومن بين الحاصلين على الكيبون (حميدة نعنع). 
عرفت حميدة نعنع بدفاعها المستميت لنظام صدام حسين عبر وسائل الإعلام. وأرادت ان تؤلف كتابا عن صدام حسين لكن صدام رفض هذه الفكرة، حيث ألفت كتابا عن طارق عزيز وزير الخارجية العراقي الأسبق، وفي نفس العام في عام 2000 اصدرت الكتاب عن طارق عزيز بعنوان (رجل وقضية). 
في فضيحة كيبونات النفط التي عثر عليها في عام 2003 بعد الغزو الأمريكي للعراق، ورد اسم الكاتبة (حميدة نعنع) ضمن قائمة الأشخاص الذين تقاضوا ملايين البراميل من النفط لقاء خدمتهم المقدمة لصدام حسين، غير أن حميدة نعنع أنكرت أي علاقة بالموضوع. 